# Promozione Veneto 1982-1983
Nella stagione 1982-1983 la Promozione era il sesto livello del calcio italiano (il massimo livello regionale). Qui vi sono le statistiche relative al campionato in Veneto.
Il campionato è strutturato in vari gironi all'italiana su base regionale, gestiti dai Comitati Regionali di competenza. Promozioni alla categoria superiore e retrocessioni in quella inferiore non erano sempre omogenee; erano quantificate all'inizio del campionato dal Comitato Regionale secondo le direttive stabilite dalla Lega Nazionale Dilettanti, ma flessibili, in relazione al numero delle società retrocesse dal Campionato Interregionale e perciò, a seconda delle varie situazioni regionali, la fine del campionato poteva avere degli spareggi sia di promozione che di retrocessione.

## Girone A

### Squadre partecipanti
| Club                         | Città                      |
| ---------------------------- | -------------------------- |
| U.S. Adriese                 | Adria (RO)                 |
| A.C. Alpilatte Zanè          | Zanè (VI)                  |
| A.C. Arzignano               | Arzignano (VI)             |
| U.S. Bagnoli                 | Bagnoli di Sopra (PD)      |
| A.C. Bassano Virtus          | Bassano del Grappa (VI)    |
| U.S. Euganea Teolo           | Teolo (PD)                 |
| U.S. Malo                    | Malo (VI)                  |
| U.C. Montecchio Maggiore     | Montecchio Maggiore (VI)   |
| G.S. Officine Bra Valpantena | Quinto di Valpantena (VR)  |
| U.S. Petrarca                | Padova (PD)                |
| U.S. Pollo Miglioranza       | Villafranca di Verona (VR) |
| S.S. Scardovari              | Scardovari (RO)            |
| A.C. Tregnago                | Tregnago (VR)              |
| A.C. Trissino                | Trissino (VI)              |
| F.C. Union Clodiasottomarina | Sottomarina (VE)           |
| U.S. Villatora               | Villatora (PD)             |

### Classifica finale
|  | Pos. | Squadra                 | Pt | G  | V  | N  | P  | GF | GS | DR  |
|  | ---- | ----------------------- | -- | -- | -- | -- | -- | -- | -- | --- |
|  | 1.   | Bassano Virtus          | 42 | 30 | 16 | 10 | 4  | 36 | 16 | +20 |
|  | 2.   | Pollo Miglioranza       | 38 | 30 | 11 | 16 | 3  | 28 | 17 | +11 |
|  | 3.   | Officine Bra Valpantena | 36 | 30 | 13 | 10 | 7  | 33 | 19 | +14 |
|  | 4.   | Union Clodiasottomarina | 33 | 30 | 8  | 17 | 5  | 31 | 24 | +7  |
|  | 5.   | Malo                    | 32 | 30 | 9  | 14 | 7  | 28 | 22 | +6  |
|  | 6.   | Adriese                 | 31 | 30 | 12 | 7  | 11 | 40 | 31 | +9  |
|  | 6.   | Alpilatte Zanè          | 31 | 30 | 12 | 7  | 11 | 29 | 26 | +3  |
|  | 8.   | Bagnoli                 | 29 | 30 | 10 | 9  | 11 | 31 | 32 | -1  |
|  | 8.   | Trissino                | 29 | 30 | 11 | 7  | 12 | 34 | 39 | -5  |
|  | 8.   | Scardovari              | 29 | 30 | 9  | 11 | 10 | 21 | 29 | -8  |
|  | 11.  | Villatora               | 28 | 30 | 7  | 14 | 9  | 24 | 25 | -1  |
|  | 12.  | Euganea Teolo           | 26 | 30 | 5  | 16 | 9  | 25 | 32 | -7  |
|  | 12.  | Tregnago                | 26 | 30 | 5  | 16 | 9  | 22 | 32 | -10 |
|  | 14.  | Arzignano               | 24 | 30 | 6  | 12 | 12 | 24 | 35 | -11 |
|  | 14.  | Montecchio Maggiore     | 24 | 30 | 7  | 10 | 13 | 20 | 33 | -13 |
|  | 16.  | Petrarca                | 22 | 30 | 6  | 10 | 14 | 26 | 40 | -14 |

Legenda:
      Promosso in Interregionale 1983-1984.
      Retrocesso in Prima Categoria 1983-1984.
Regolamento:
Due punti a vittoria, uno a pareggio, zero a sconfitta.
Pari merito in caso di pari punti.
Scontri diretti con classifica avulsa per definire la retrocedente in caso di due o più squadre a pari punti. Le due peggiori squadre della classifica avulsa disputano lo spareggio retrocessione. La migliore classificata si salva.

## Girone B

### Squadre partecipanti
| Club                         | Città                     |
| ---------------------------- | ------------------------- |
| A.C. Belluno Asfalti Merotto | Belluno (BL)              |
| U.S. Fulgor Trevignano       | Trevignano (TV)           |
| S.P. Ge.Me.Az. S.Polo        | San Polo di Piave (TV)    |
| G.S. Giorgione               | Castelfranco Veneto (TV)  |
| A.C. Julia                   | Concordia Sagittaria (VE) |
| A.C. Liventina               | Motta di Livenza (TV)     |
| G.S. Martellago              | Martellago (VE)           |
| A.S. Montello                | Volpago del Montello (TV) |
| U.S. Muranese                | Murano (VE)               |
| A.C. Pellizzari              | Vedelago (TV)             |
| A.C. Portogruaro             | Portogruaro (VE)          |
| A.C. Pro Mogliano            | Mogliano Veneto (TV)      |
| A.C. Spinea                  | Spinea (VE)               |
| A.C. Tombolo                 | Tombolo (PD)              |
| S.P. Vazzolese               | Vazzola (TV)              |
| U.S. Vittorio Veneto         | Vittorio Veneto (TV)      |

### Classifica finale
|  | Pos. | Squadra                 | Pt | G  | V  | N  | P  | GF | GS | DR  |
|  | ---- | ----------------------- | -- | -- | -- | -- | -- | -- | -- | --- |
|  | 1.   | Giorgione               | 43 | 30 | 17 | 9  | 4  | 38 | 15 | +23 |
|  | 2.   | Liventina               | 37 | 30 | 13 | 11 | 6  | 34 | 29 | +5  |
|  | 3.   | Belluno Asfalti Merotto | 36 | 30 | 13 | 10 | 7  | 36 | 27 | +9  |
|  | 4.   | Fulgor Trevignano       | 35 | 30 | 12 | 11 | 7  | 30 | 23 | +7  |
|  | 5.   | Portogruaro             | 30 | 30 | 8  | 14 | 8  | 37 | 27 | +10 |
|  | 5.   | Ge.Me.Az. S.Polo        | 30 | 30 | 10 | 10 | 10 | 28 | 28 | 0   |
|  | 5.   | Muranese                | 30 | 30 | 9  | 12 | 9  | 26 | 29 | -3  |
|  | 8.   | Pellizzari              | 29 | 30 | 7  | 15 | 8  | 31 | 28 | +3  |
|  | 8.   | Spinea                  | 29 | 30 | 8  | 13 | 9  | 19 | 23 | -4  |
|  | 8.   | Martellago              | 29 | 30 | 6  | 17 | 7  | 21 | 26 | -5  |
|  | 11.  | Tombolo                 | 27 | 30 | 6  | 15 | 9  | 18 | 23 | -5  |
|  | 11.  | Montello                | 27 | 30 | 7  | 13 | 10 | 13 | 18 | -5  |
|  | 13.  | Julia                   | 26 | 30 | 4  | 18 | 8  | 22 | 20 | +2  |
|  | 13.  | Vittorio Veneto         | 26 | 30 | 5  | 16 | 9  | 17 | 26 | -9  |
|  | 15.  | Vazzolese               | 25 | 30 | 6  | 13 | 11 | 22 | 33 | -11 |
|  | 16.  | Pro Mogliano            | 21 | 30 | 5  | 11 | 14 | 22 | 35 | -13 |

Legenda:
      Promosso in Interregionale 1983-1984.
      Retrocesso in Prima Categoria 1983-1984.
Regolamento:
Due punti a vittoria, uno a pareggio, zero a sconfitta.
Pari merito in caso di pari punti.
Scontri diretti con classifica avulsa per definire la retrocedente in caso di due o più squadre a pari punti. Le due peggiori squadre della classifica avulsa disputano lo spareggio retrocessione. La migliore classificata si salva.